# 赫拉克利特
赫拉克利特（前540年—前480年），古希腊哲学家，以弗所学派的创始人。生于以弗所一个贵族家庭，相传他生性忧郁，被称为「泣之哲人」（Weeping Philosopher）。他的文章只留下片段，爱用隐喻、悖论，致使后世的解释纷纭，被后人称做「晦涩者」（The Obscure）。

## 生平
赫拉克利特生于爱非斯一个贵族家庭。他本来应该继承王位，但是他将王位让给了他的兄弟，自己跑到女神阿尔忒弥斯庙附近隐居。据说，波斯国王大流士曾经写信邀请他去波斯宫廷教导希腊文化。赫拉克利特傲慢地拒绝了。他说：“因为我有一种对显赫的恐惧，我不能到波斯去，我满足于我的心灵既有的渺小的东西。”
还有一则轶事说，他整天和小孩玩骰子。他对围观的人说：“你们这般无赖，有什么值得大惊小怪的！难道这不比你们参加的政治活动更好吗？”有人问他为什么保持沉默，他回答说：“为什么？好让你们去唠叨！”这些轶事不完全可信，但是它们表明希腊哲学家已经开始脱离公共事务。
赫拉克利特没有完全脱离政治。当爱菲斯城邦放逐了他的朋友赫尔谟多罗时，他说：“爱菲斯的每个成年人最好都将自己吊死，把城邦留给尚保持天真的少年。”他号召人民保卫法律，铲除暴虐。据说，他在隐居时，以草根和植物度日，得了水肿病。他到城里找医生，用哑谜的方式询问医生能否使阴雨天变得干燥起来，但医生不懂他的意思。他就跑到牛圈里，想用牛粪的热力把身体里的水吸出，结果不但无济于事，還因為糞便的味道引來大群野狗而被分食而死，去世时大约60岁。

## 人际关系

### 朋友
作为藐视人者，他几乎没有朋友。他在晚年又隐居起来，只靠野菜和水维持生命，不和任何人往来。

### 敌人
赫拉克利特尽管出身高贵，有机会做高官，但他却从未接受过职位。他是一个异类，当时的希腊人把他看成是一只珍稀动物：带着尊敬和惊奇的混合感情。

### 女人
赫拉克利特平日避免和女人接触，在他的作品中也只是提到，女人始终处于和男人的斗争之中。这是很多斗争中的一个。世界就是在这样一些斗争中产生的。

## 性格
赫拉克利特曾说过：“我研究了我自己。”这就是说，他的认知并不是一个自然科学家的事业（尽管他的书称为《论自然》），而是一个把目光对准自己内心的人的事业。由于他成功地排除了其他人的外部干扰，把自己封闭起来，他才有可能潜入到灵魂的深处。那里的个性的区别已不存在，人与人越来越相似。那是一种人的本性真正存在的地方。因而，我们在赫拉克利特那里可以感觉到—— 尽管他很阴暗和晦涩—— 一种深刻的灵魂亲近感。他的“一切皆流”，我们只能赞同，并不是因为它引导我们去进行什么思考，而是因为这句话对我们是如此的亲切。

## 著述
赫拉克利特的文章晦涩难懂，富有隐喻。赫拉克利特写过一部总称为《论自然》的书，内容有“论万物”、“论政治”和“论神灵”三部分。可惜这部书没有保存下来，我们现在看到的只是130多个残篇，它们是从不同时期的著作中摘录出来的。残篇的语言多形象比喻，内容是深奥的辩证法，读起来十分困难，赫拉克利特因此得到“晦涩哲人”的称号。
赫拉克利特继承了米利都学派的传统，认为火是万物的本原。万物由火而产生，又复归于火，而这种活动是有一定“分寸”，也即是遵循一定规律的。赫拉克利特还提出了万物皆流，无物常住的变动观，强调了事物发展变化的绝对性和永恒性。他对辩证法的最大贡献是提出矛盾的双方相互依赖、相互斗争和相互转化的思想，即对立统一思想。他强调矛盾的斗争性，认为斗争是普遍的、绝对的。赫拉克利特还提出一切都遵循着逻各斯的思想，即一切都遵循着规律。他认为逻各斯是人人所共有的，它不仅是客观世界的规律，也支配着人的主观世界。因此智慧在于驾驭逻各斯，即认识把握事物的规律。赫拉克利特的思想在哲学史上产生极其深远的影响。是后世所有辩证法思想的源泉。

## 哲学思想
赫拉克利特的理论以毕达哥拉斯的学说为基础。他借用毕达哥拉斯“和谐”的概念，认为在对立与冲突的背后有某种程度的和谐，而协调本身并不是引人注目的。他认为冲突使世界充满生气。他的主要的思想有：

### 永恒的活火
“这个有秩序的宇宙(Cosmos)对万物都是相同的，它既不是神也不是人所创造的，它过去、现在和将来永远是一团永恒的活火（ever-living fire），按一定尺度燃烧，一定尺度熄灭。”
赫拉克利特主张火与万物可以相互转化，但并未说明转化是如何进行的。这体现了他哲学上晦涩难懂和神秘主义的特点。他认为火的燃烧中有一定的尺度和逻各斯的思想。
原因：火是诸元素中最精致，并且是最接近于没有形体的东西；更重要的是，火既是运动的，又是能使别的事物运动。
赫拉克利特认为万物的本原是火，说宇宙是永恒的活火，他的基本出发点是：这个有秩序的宇宙既不是神也不是人所创造的。宇宙本身是它自己的创造者，宇宙的秩序都是由它自身的逻各斯所规定的。这是赫拉克利特学说的本质，它是米利都学派的朴素唯物论思想的继承和深入的发展。

### 逻各斯
赫拉克利特认为万物是永远变动的，而这种变动是按照一定的尺度和规律进行的。这就是他的逻各斯学说，是他的辩证法思想的第二个方面。
万物的运动，无论是火的燃烧和熄灭以及万物的生成和互相转化都是按照一定的逻各斯进行的；这种逻各斯主要就是一种尺度、大小、分寸，即数量上的比例关系。这种尺度当然也是一种规律，但它和通常说的一般规律还有点不同，即尺度还只是一种主要表现为数量上的一定的比例和关系，而一般规律却不仅表现在数量方面也可以表现在其他方面。从抽象的程度说，一般规律高于尺度。人的认识发展是从具体到一般的，先从具体的事物中发现比较一般的东西，然后再深入到更为一般的东西。所以，发现尺度是发现一般规律的前一步，从认识尺度再前进一步就可以认识一般规律。赫拉克利特提出的逻各斯正是处在人类认识发展的这个阶段——认识尺度、比例上。

### 对立统一
原始的统一是不断地活动和变化的，永不停止。它的创造是毁灭，毁灭是创造。一种东西变成另外一种东西，比如火变成水，火就消失在新的存在形式中。每一种东西都这样变成它的对立面，因此每一种东西都是对立性质的统一。没有什么东西的性质不变，没有什么东西具有永恒的性质。从这一意义来看，每一种东西既存在，又不存在。有这种对立，才能有世界。比如，音乐中的和谐就产生于高低音调的结合。
世界为斗争所支配。赫拉克利特说，“战争是万有之父和万有之王”。如果没有斗争和对立，世界就会消亡——停滞或者毁灭。对立和矛盾统一起来才能产生和谐。“生与死，梦与醒、少与老，是同样的东西。后者变化，就成为前者，前者便回来，则称为后者。”
然而，在對立的關聯之中，並不全是屬於衝突，亦可能是相互依存、轉化、分別。而此物與彼物之間的對立外，也與其他的存有有對立的關聯，亦即對立不代表只是兩兩相互的關聯，而是一切萬有之間都存在的關聯，包含了個體關係以及大到群體集合間的關係。

## 与毕达哥拉斯学派的关系
毕达哥拉斯学派认为万物的本原是数，它们的存在和变化都根据一定的数的比率关系，整个宇宙就是按一定的数的比例组成的有秩序的科斯摩斯。赫拉克利特用“逻各斯”这样一个简单的概念将毕达哥拉斯学派的思想完美地表达出来。在这点上，赫拉克利特和毕达哥拉斯学派的思想是根本一致的。我们可以说：在公元前六——五世纪期间，以毕达哥拉斯学派和赫拉克利特为代表的希腊哲学，已经比米利都学派前进了一步，即他们不满足于寻求万物的本原，而是开始要寻求隐藏在现象背后的带有规律性的东西。他们开始发现了数量上的比例关系，也就是逻各斯。这是当时哲学上的一个重大发展，也是他们对哲学发展作出的重要贡献之一。

## 宗教态度
在宗教上，赫拉克利特和比他稍早的色诺芬尼一起反对传统宗教，但赫拉克利特主要是反对传统的宗教祭神仪式，反对偶像崇拜。赫拉克利特也承认神，但他所说的神，就是指永恒的活火，指逻各斯，指最高的智慧。因此他又是最早把宗教哲学化，将宗教的神改造成为理性的神，从而使哲学摆脱宗教走出了一大步。但因为他不可能也没有划清哲学和宗教的界限，所以到后期希腊罗马哲学时期的斯多葛学派和基督教教义哲学，又将他的逻各斯和火解释成为宗教的神，使他的哲学为宗教教义服务，即使宗教哲学化，又将哲学拉回到宗教。

## 后世评价
赫拉克利特被称为辩证法的奠基人之一，因为他是在古代希腊哲学家中，第一个用朴素的语言讲出了辩证法的要点的人。
他是伊奥尼亚的哲学家，他继承米利都学派的传统，认为物质性的元素是万物本原。他认为本原是永恒的活火，强调它本身就是不停歇的运动，火转化为万物，万物又转化为火。在这方面，他将米利都学派关于本原的思想向前发展了。
赫拉克利特在哲学思想上的发展，主要表现在辩证法方面。他的辩证法思想虽然还带着朴素的直观性，但在当时却是非常深刻的。他与早于他的毕达哥拉斯及其早期学派一起，从探究万物的本原深入到要探求现象背后的普遍规律。这为人类认识的发展，为希腊以至整个西方的哲学和科学的发展提供了广阔的领域和深远的前途。
赫拉克利特从自然社会和日常生活中，朴素地看到对立双方是相互依存、相互统一、相互转化、相互作用的，提出了斗争是万物之父、万物之王的思想。
虽然后来的哲学家在理论上对赫拉克利特的对立统一学说没有真正的认识，但是在实践中，讨论有关对立的种种问题，却一直是希腊哲学的一个重要方面的内容。许多重要的哲学家如德谟克利特、柏拉图、亚里士多德等人，都以自己的方式提出和讨论了对立统一的关系，在某些方面达到和赫拉克利持相似的结论。
赫拉克利特又可以说是第一个提出认识论问题的哲学家。他重视感觉经验，最早提出感觉是否可靠的问题，又提出了人人拥有共同的智慧。从这方面也可以说赫拉克利特是第一个人，他将哲学从完全讨论外部世界开始转向也研究认识以及认识的主体——人。